# Biserica „Sfântul Arhanghel Mihail” din Pohorniceni
Biserica „Sf. Arhanghel Mihail” este o biserică amplasată în Pohorniceni, raionul Orhei, Republica Moldova. Este un monument arhitectural de importanță națională inclus în Registrul monumentelor Republicii Moldova ocrotite de stat cu nr. 1208 (raionul Orhei). Datează din 1852.